# Думнов, Владимир Сергеевич
Владимир Сергеевич Думнов (род. 24 декабря 1973, Электросталь, Московская область) — российский хоккеист, защитник. Мастер спорта России. Тренер.

## Биография
Воспитанник «ЛиАЗа» Ликино-Дулёво и «Кристалла» Электросталь. Выступал за команды «Кристалл» / «Элемаш» Электросталь (1991/92, 1997/98, 2000/01), ЦСКА-2 (2002/03), «Русский вариант» Липецк (2003/04), «Кристалл» Саратов (1994/95 — 1996/97), «Химик» Энгельс (1994/95), «Динамо» и «Динамо-2» (Москва, 1997/98), «Спартак» Москва (1998/99 — 1999/2000), «Русич-Эксима» Владимир (2001/02).
Окончил Казахский национальный педагогический университет имени Абая (1995), Смоленский государственный университет спорта (2023).
Тренер в спортивных школах Ликино-Дулёва, Орехово-Зуева, Балашихи.